# Пражки договор (1635)
Договорът в Прага от 30 май 1635 г. е сключен между император Фердинанд II (1619-1637) и саксонския курфюрст Йохан Георг І. Той е част от Тридесетгодишната война и представлява компромис между крайния католицизъм на императора и позицията на протестантите. Целта на австрийците е да сложат край на войната, от която са много изморени. Същото е отношението на Саксония и останалите принцове от империята, затова те се присъединяват към договора. Постига се ситуация на всеобщ мир, само че той не задоволява външните сили. Франция и Швеция нападат германските земи, за да отслабят Хабсбургите и така поставят началото на последния - Френско-шведския - период на войната.

## Предистория
Тридесетгодишната война започва през 1618 г. с чешкото въстание срещу вероятността Фердинанд ІІ да стане чешки крал. Неговото крайно отношение (той казва, че предпочита да управлява пустиня, отколкото страна пълна с протестанти), безцеремонната разправа с пфалцграфа Фридрих V, Реституционният едикт от 1629 г. - всичко това дава нови и нови тласъци на военните действия и въвлича в тях датския, шведския и френския крал. Нашествието на Густав II Адолф през 1630-1632 г. е така брутално и съсипващо за големи територии, че Фердинанд е принуден да промени възгледите си. Той разбира, че с непримиримостта си е направил германските земи обект на външна агресия, която се оправдава с неговите мерки. Във време, когато усеща наближаването на смъртта си, той приема, че е по-добре „страна пълна с протестанти“, отколкото безкрайна война и още хиляди човешки трагедии. За човек като Фердинанд ІІ това е голяма стъпка напред. Само петнадесет години по-рано той е бил убеден, че е призван от бог да възстанови католицизма по цялата империя, че е бил „защитник на църквата“ - Advocatus Ecclesiae. Целият му комплекс от убеждения, дори самата му личност трябва да бъдат изоставени в Прага.

## Клаузи
Още след смъртта на Густав Адолф през 1632 г. виенският двор подема кампания за привличането на саксонския курфюрст на своя страна. Тя не е успешна до трагичния разгром на шведите при Ньордлинген две години по-късно. На 28 февруари 1635 г. синът на императора, бъдещият Фердинанд ІІІ, подписва примирие в Йохан Георг в Лаун. Това предателство вбесява шведския регент Аксел Оксенщерна, още повече, че се очаква и Бранденбург да се присъедини към него, след като шведите не му гарантират получаването на Померания. Същинските преговори между представителите на императора и саксонския курфюрст продължават осем дни в същия замък в Прага, където на 23 май 1618 г. се случва втората пражка дефенестрация - изхвърлянето на двама имперски представители през прозореца от разбунтуваните чехи. Условията на договора включват:
- пълна отмяна на Реституционния едикт, който предизвиква толкова напрежение между протестантите и императора; вместо него отношенията се регулират отново от Аугсбургския мир от 1555 г., тоест всеки църковен или светски владетел да определя религията на своите поданици;
- съюзи между държавите в империята или с външни сили вече не се допускат (това означава, че Католическата лига и Протестантският съюз се разпускат);
- държавите в империята се ангажират да създадат обща армия, която да не допуска външна намеса (тази точка се оказва неизпълнима);[4]
- на всички участници в акции против императора до момента се дава амнистия, с изключение на Фридрих V и неговите наследници.

1 ноември 1627 г. е датата, която се приема за достоверна и разделянето на протестантски и католически земи се връща към нея. Все пак епископствата Халберщат, Бремен и Верден остават в ръцете на получилите ги междувременно представители на Хабсбургите и Вителсбахите (тоест на католиците). С изключение на това католическата църква трябва да направи сериозни компромиси и да се оттегли с уронен авторитет. Тъй като договорът е отворен, до края на годината към него се присъединяват почти вкички имперски държави, с изключение на Хесен-Касел, която остава вярна на шведите.

## Историческо значение
Договорът от Прага установява разбирателство между императора и принцовете в империята, елиминирайки религията като причина за вътрешни конфликти. Фердинанд ІІ обаче трябва да приеме факта, че се е провалил в опита си да превърне Свещената римска империя в централизирана монархия и да довърши контрареформацията. С този мир той фактически признава малките владетели за свои равностойни партньори. И все пак договорът от Прага не успява да установи траен мир. Сериозно разтревожен от възхода на Хабсбургите, френският пръв министър кардинал Ришельо включва страната си във войната. „Саксония постигна своя мир, пише той по този повод, но това няма значение за нас и ние продължаваме с поставените цели“. Армиите му нахлуват по течението на Рейн, съединяват се с шведите и заплашват самата столица Виена. Той урежда отношенията на Швеция с Полша, така че силната армия на Ленарт Торстенсон да пристигне в Германия. Осигурява и солидни субсидии. Това води до разпадане на съюза между имперските принцове и някои от тях отново минават на шведска страна. Така, изолиран и с разбити армии, през 1648 г. император Фердинанд ІІІ трябва да приеме унизителния Вестфалски мир. Макар че е създаден въз основа на Пражкия договор, той предвижда сериозни придобивки за Франция и Швеция - новите водещи сили в Европа.